# Wangjiang (köpinghuvudort i Kina, Heilongjiang Sheng, lat 46,85, long 130,16)
Wangjiang (kinesiska: 望江, 望江镇) är en köpinghuvudort i Kina. Den ligger i provinsen Heilongjiang, i den nordöstra delen av landet, omkring 300 kilometer nordost om provinshuvudstaden Harbin. Antalet invånare är 22 406. Befolkningen består av 11 100 kvinnor och 11 306 män. Barn under 15 år utgör 14,0 %, vuxna 15-64 år 78 %, och äldre över 65 år 7,0 %.
Runt Wangjiang är det mycket tätbefolkat, med 1 135 invånare per kvadratkilometer. Närmaste större samhälle är Jiamusi, 13,3 km sydost om Wangjiang. Trakten runt Wangjiang består till största delen av jordbruksmark.
Genomsnittlig årsnederbörd är 857 millimeter. Den regnigaste månaden är juli, med i genomsnitt 190 mm nederbörd, och den torraste är januari, med 6 mm nederbörd.